# Real Basílica di Sant'Isidoro
La Real Collegiata Basilica di Sant'Isidoro o, semplicemente, Sant'Isidoro di León, è una basilica minore Cattolica situata nella città di León, in Spagna, dedicata a Isidoro di Siviglia, le cui spoglie sono qui conservate. Costruita nel 1149 e risalente perlopiù al periodo tra XI e XII secolo, si tratta di uno dei maggiori esempi di architettura romanica del paese e ospita il Pantheon dei Re di León.